# 10400 Hakkaisan
10400 Hakkaisan è un asteroide della fascia principale. Scoperto nel 1997, presenta un'orbita caratterizzata da un semiasse maggiore pari a 2,3264194 au e da un'eccentricità di 0,1409799, inclinata di 8,67519° rispetto all'eclittica. Il suo diametro è di circa 6 km.
L'asteroide è dedicato al monte Hakkaisan, un luogo sacro del Giappone nella Prefettura di Niigata, sul cui versante si trova anche l'osservatorio astronomico dell'Università Nihon dal 1992.